# Marcelo Brozović
Marcelo Brozović (Zágráb, 1992. november 16. –) világbajnoki ezüst- és bronzérmes horvát válogatott labdarúgó, az en-Naszr játékosa. Posztját tekintve középső középpályás.

## Pályafutása

### Klubcsapatokban
Pályafutását a Hrvatski Dragovoljac csapatában kezdte. A 2011–2012-es szezont a Lokomotiva Zagrebnél töltötte. 2012 augusztusában a Dinamo Zagrebhoz igazolt.
2023. július 3-án 18 millió euróért szerződtette az en-Naszr csapata.

### Válogatott
A horvát U21-es válogatottban 2011 és 2013 között 12 mérkőzésen lépett pályára és 7 gólt szerzett. A felnőtt csapatban 2014-ben mutatkozhatott be. 2024. május 20-án bekerült Zlatko Dalić szövetségi kapitány a 2024-es labdarúgó-Európa-bajnokságra készülő 26 fős keretébe.

## Statisztikái

### Klubcsapatokban
Legutóbb frissítve: 2023. június 10-én lett.
| Klub                           | Szezon                         | Liga                           | Liga     | Liga | Nemzeti kupa | Nemzeti kupa | Nemzetközi kupa | Nemzetközi kupa | Egyéb    | Egyéb | Összesen | Összesen |
| Klub                           | Szezon                         | Bajnokság                      | Mérkőzés | Gól  | Mérkőzés     | Gól          | Mérkőzés        | Gól             | Mérkőzés | Gól   | Mérkőzés | Gól      |
| ------------------------------ | ------------------------------ | ------------------------------ | -------- | ---- | ------------ | ------------ | --------------- | --------------- | -------- | ----- | -------- | -------- |
| Hrvatski Dragovoljac           | 2010–11                        | Prva HNL                       | 22       | 1    | 1            | 0            | —               | —               | —        | —     | 23       | 1        |
| Lokomotiva                     | 2011–12                        | Prva HNL                       | 27       | 4    | —            | —            | —               | —               | —        | —     | 27       | 4        |
| Lokomotiva                     | 2012–13                        | Prva HNL                       | 6        | 1    | 1            | 1            | —               | —               | —        | —     | 7        | 2        |
| Lokomotiva összesen            | Lokomotiva összesen            | Lokomotiva összesen            | 33       | 5    | 1            | 1            | —               | —               | —        | —     | 34       | 6        |
| Dinamo Zagreb                  | 2012–13                        | Prva HNL                       | 23       | 2    | 1            | 0            | 6               | 0               | —        | —     | 30       | 2        |
| Dinamo Zagreb                  | 2013–14                        | Prva HNL                       | 27       | 6    | 6            | 1            | 8               | 1               | 1        | 0     | 42       | 8        |
| Dinamo Zagreb                  | 2014–15                        | Prva HNL                       | 14       | 1    | 0            | 0            | 12              | 2               | 1        | 0     | 27       | 3        |
| Dinamo Zagreb összesen         | Dinamo Zagreb összesen         | Dinamo Zagreb összesen         | 64       | 9    | 7            | 1            | 26              | 3               | 2        | 0     | 99       | 13       |
| Internazionale Milano          | 2014–15                        | Serie A                        | 15       | 1    | 1            | 0            | —               | —               | —        | —     | 16       | 1        |
| Internazionale Milano          | 2015–16                        | Serie A                        | 32       | 4    | 3            | 3            | —               | —               | —        | —     | 35       | 7        |
| Internazionale Milano          | 2016–17                        | Serie A                        | 23       | 4    | 2            | 0            | 3               | 1               | —        | —     | 28       | 5        |
| Internazionale Milano          | 2017–18                        | Serie A                        | 31       | 4    | 2            | 0            | —               | —               | —        | —     | 33       | 4        |
| Internazionale Milano          | 2018–19                        | Serie A                        | 32       | 2    | 2            | 0            | 8               | 0               | —        | —     | 42       | 2        |
| Internazionale Milano          | 2019–20                        | Serie A                        | 32       | 3    | 3            | 0            | 11              | 0               | —        | —     | 46       | 3        |
| Internazionale Milano          | 2020–21                        | Serie A                        | 33       | 2    | 4            | 0            | 5               | 0               | —        | —     | 42       | 2        |
| Internazionale Milano          | 2021–22                        | Serie A                        | 28       | 0    | 2            | 0            | 8               | 1               | 1        | 0     | 39       | 1        |
| Internazionale Milano          | 2022–23                        | Serie A                        | 28       | 3    | 3            | 0            | 9               | 0               | 0        | 0     | 40       | 3        |
| Internazionale Milano összesen | Internazionale Milano összesen | Internazionale Milano összesen | 261      | 25   | 24           | 4            | 44              | 2               | 1        | 0     | 330      | 31       |
| Teljes Karrier                 | Teljes Karrier                 | Teljes Karrier                 | 380      | 40   | 33           | 6            | 70              | 5               | 3        | 0     | 486      | 51       |

1. 1 2 3 4 5  Pályára lépései a Bajnokok ligájában.
2. ↑  Két pályára lépése és egy gólja a Bajnokok ligájában, hat pályára lépése az Európa-ligában.
3. 1 2  Pályára lépése a  Horvát szuperkupán.
4. ↑  Négy pályára lépése és egy gólja a Bajnokok ligájában, nyolc pályára lépése és egy gólja az Európa-ligában
5. ↑  Pályára lépései az Európa-ligában
6. ↑  Hat pályára lépése a Bajnokok ligájában, öt pályára lépése az Európa-ligában
7. ↑  Pályára lépése az Olasz szuperkupán.

### A válogatottban
Legutóbb frissítve: 2023. június 18-án lett.
| Nemzeti csapat | Év       | Mérkőzés | Gól |
| -------------- | -------- | -------- | --- |
| Horvátország   |          |          |     |
| 2014           | 7        | 1        |     |
| 2015           | 7        | 2        |     |
| 2016           | 11       | 3        |     |
| 2017           | 7        | 0        |     |
| 2018           | 12       | 0        |     |
| 2019           | 7        | 0        |     |
| 2020           | 4        | 0        |     |
| 2021           | 15       | 1        |     |
| 2022           | 13       | 0        |     |
| 2023           | 4        | 0        |     |
| Összesen       | Összesen | 87       | 7   |

### Góljai a válogatottban
Legutóbb frissítve: 2021. november 14-én lett.
| # | Dátum               | Helyszín                                 | Válogatottság száma | Ellenfél     | Gól | Végeredmény | Verseny              |
| - | ------------------- | ---------------------------------------- | ------------------- | ------------ | --- | ----------- | -------------------- |
| 1 | 2014. október 13.   | Stadion Gradski vrt, Eszék, Horvátország | 6                   | Azerbajdzsán | 4–0 | 6–0         | 2016-os Eb-selejtező |
| 2 | 2015. március 28.   | Maksimir Stadion, Zágráb, Horvátország   | 8                   | Norvégia     | 1–0 | 5–1         | 2016-os Eb-selejtező |
| 3 | 2015. november 17.  | Olimp-2, Rosztov-na-Donu, Oroszország    | 14                  | Oroszország  | 2–1 | 3–1         | Barátságos mérkőzés  |
| 4 | 2016. március 23.   | Stadion Gradski vrt, Eszék, Horvátország | 15                  | Izrael       | 2–0 | 2–0         | Barátságos mérkőzés  |
| 5 | 2016. november 12.  | Maksimir Stadion, Zágráb, Horvátország   | 24                  | Izland       | 1–0 | 2–0         | 2018-as vb-selejtező |
| 6 | 2016. november 12.  | Maksimir Stadion, Zágráb, Horvátország   | 24                  | Izland       | 2–0 | 2–0         | 2018-as vb-selejtező |
| 7 | 2021. szeptember 4. | Tehelné pole, Pozsony, Szlovákia         | 65                  | Szlovákia    | 1–0 | 1–0         | 2022-es vb-selejtező |